# Pandemia di COVID-19 nella Repubblica Centrafricana
Il primo caso della pandemia di COVID-19 in Repubblica Centrafricana è stato confermato il 14 marzo 2020.

## Antefatti
Il 12 gennaio 2020, l'Organizzazione mondiale della sanità (OMS) ha confermato che un nuovo coronavirus era la causa di una nuova infezione polmonare che aveva colpito diversi abitanti della città di Wuhan, nella provincia cinese dell'Hubei, il cui caso era stato portato all'attenzione dell'OMS il 31 dicembre 2019.
Sebbene nel tempo il tasso di mortalità della COVID-19 si sia rivelato decisamente più basso di quello dell'epidemia di SARS che aveva imperversato nel 2003, la trasmissione del virus SARS-CoV-2, alla base della COVID-19, è risultata essere molto più ampia di quella del precedente virus del 2003, e ha portato a un numero totale di morti molto più elevato.

## Cronologia
Il primo caso nel paese è stato confermato il 14 marzo, a Bangui, si trattava di uomo italiano di 74 anni che era tornato nella Repubblica Centrafricana da Milano, in Italia.
Il 13 aprile il numero dei casi confermati salì a 10, per un totale di 11 contagi.
Il 28 aprile il numero dei casi superò i 50 contagi.
L’8 maggio il numero dei casi superò i 100 contagi, per un totale di 143 casi confermati.
Il 15 maggio, si sono registrati 158 nuovi casi in sole 24 ore.
Il 23 maggio 2020 si è verificato il primo decesso nel paese. Inoltre, il numero dei casi superò i 500 contagi, per un totale di 552 contagi.
Il 31 maggio il numero dei casi superò quota 1000, per un totale di 1011 contagi.
Il 12 giugno il numero dei casi superò quota 2000, per un totale di 2044 casi confermati.
Il 23 giugno il numero dei casi superò quota 3000, per un totale di 3051 contagi.
Il 6 luglio il numero dei casi superò quota 4000, per un totale di 4033 contagi.
Nel mese di luglio vennero registrati 863 nuovi casi e 12 decessi, per un totale di 4608 casi confermati e 59 decessi.
Nel mese di agosto vennero registrati 103 nuovi casi e tre decessi, per un totale di 4711 casi confermati e 62 decessi.
Nel mese di settembre vennero registrati 118 nuovi casi, per un totale di 4829 casi confermati e 62 decessi.
Nel mese di ottobre vennero registrati 37 nuovi casi, per un totale di 4866 casi confermati e 62 decessi.
Nel mese di novembre vennero registrati 52 nuovi casi ed un decesso, per un totale di 4918 casi confermati e 63 decessi.
Nel mese di dicembre vennero registrati 45 nuovi casi, per un totale di 4963 casi confermati e 63 decessi.
Nel mese di gennaio del 2021 vennero registrati 18 nuovi casi, per un totale di 4981 casi e 63 decessi.
Il 19 febbraio 2021 il numero dei casi superò quota 5000, per un totale di 5001 contagi.
Nel mese di febbraio 2021 vennero registrati 23 nuovi casi, per un totale di 5004 nuovi casi e 63 decessi.
Nel mese di marzo 2021 vennero registrati 157 nuovi casi e 4 decessi, per un totale di 5161 nuovi casi e 67 decessi. Il governo non aveva ancora iniziato una campagna di vaccinazione, venendo criticato dall'opposizione.
Nel mese di aprile 2021 vennero registrati 1250 nuovi casi e 21 decessi, per un totale di 6411 casi confermati e 88 decessi.
Il 5 maggio 2023, l'Organizzazione mondiale della sanità dichiara ufficialmente la fine della pandemia.

## Aiuti internazionali
L'Organizzazione delle nazioni unite ha stanziato 3 milioni di dollari, per aiutare il paese nei suoi sforzi contro il nuovo coronavirus. Il portavoce Stephane Dujarric ha precisato che i fondi rientrano in un più ampio pacchetto di assistenza umanitaria di 12 milioni.